# Рамабайнагар
Рамабайнагар (англ. Ramabai Nagar), также известен под названиями Канпурдехат и Акбарпур — округ в индийском штате Уттар-Прадеш. Административный центр — город Акбарпур.

## История
Район Канпур был разделён на два округа: Канпур-Нагар и Канпур-Дехат в 1977 году.

## География
Площадь округа — 3143 км².

Города округа:
- Акбарпур
- Амраудха[англ.]
- Джхинджхак
- Пукхрайан[англ.]
- Расулабад[англ.]
- Рура[англ.]
- Сикандара[англ.]
- Шивли[англ.]

## Население
По данным всеиндийской переписи 2001 года население округа составляло 1 563 336 человек. Уровень грамотности взрослого населения составлял 66,44 %, что выше среднеиндийского уровня (59,5 %).